# Rhynchospora harperi
Rhynchospora harperi là loài thực vật có hoa trong họ Cói. Loài này được Small miêu tả khoa học đầu tiên năm 1933.